# 만디 한눌라

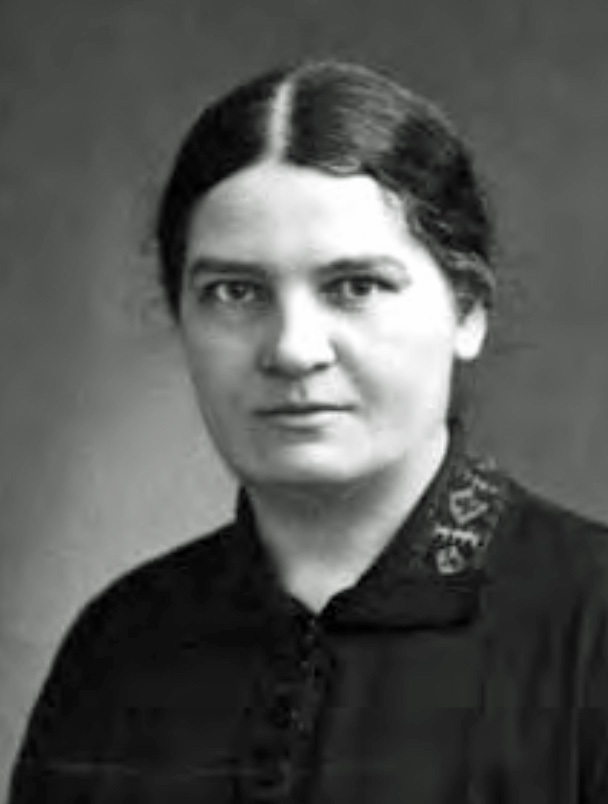

아만다 "만디" 한눌라(핀란드어: Amanda "Mandi" Hannula, 1880년 3월 25일 - 1952년 1월 9일)는 핀란드의 교육자 출신 정치인이다. 1919년-1930년, 1936년-1945년 국회의원을 역임했고 당적은 국민진보당이었다.